# きらめく涙は星に
「きらめく涙は星に」（きらめくなみだはほしに）は、タイナカサチの2枚目のシングル。2006年5月31日にジェネオン・エンタテインメントから発売された。

## 概要
表題曲「きらめく涙は星に」は、テレビアニメ『Fate/stay night』の後期オープニングテーマとして使用されており、デビュー曲「disillusion」に引き続き同アニメのオープニングテーマに起用された。翌年リリースされた1stアルバム「Dear...」では「disillusion」と共にメドレー形式にて朝川朋之によるオーケストラアレンジで収録されている。こちらも前作と同じく初回プレス盤には『Fate/stay night』キャラクターカードが封入されている。オリコンウィークリーチャートでは初登場9位を記録した。

## 収録曲
1. きらめく涙は星に [3:58]
作詞：芳賀敬太、作曲：KATE、編曲：十川知司・NUMBER201
  - テレビアニメ『Fate/stay night』後期オープニングテーマ
2. 少年の夢 [4:19]
作詞・作曲：タイナカサチ、編曲：金子隆博
3. きらめく涙は星に -instrumental-
4. 少年の夢 -instrumental-

## 収録アルバム
| 曲名             | 収録アルバム  | 発売日        | 備考                                                     |
| ---------------- | ------------- | ------------- | -------------------------------------------------------- |
| きらめく涙は星に | 『Dear...』   | 2007年3月7日  | Symphony of Fate disillusion〜きらめく涙は星にとして収録 |
| きらめく涙は星に | 『LOVE×BEST』 | 2010年9月30日 | ベストアルバム                                           |